# پی‌دی‌اف
فرمت متن قابل حمل(به انگلیسی: Portable Document Format) با کوته‌نوشت پی‌دی‌اف (به انگلیسی: PDF)، نوعی قالب پرونده است که توسط شرکت ادوبی در دههٔ ۱۹۹۰ ساخته شده‌است و هدف آن «نمایش» سندها (که شامل قالب‌دهی متن، و تصویر است) به شیوه‌ای است که «مستقل» از نرم‌افزار کاربردی، سخت‌افزار و سیستم‌عامل باشد.
پی‌دی‌اف یک قالب پرونده رایانه که مشخص‌کنندهٔ بافت پرونده‌های کتاب الکترونیکی است، و به‌عنوان راه‌حلی برای نمایش پرونده‌های متنی در یک طرح‌بندی خاص مشابه متون چاپ‌شده به کار می‌روند. خالق این فرمت شرکت ادوبی می‌باشد.
از نرم‌افزارهای اولیهٔ خواندن پی‌دی‌اف می‌توان به ادوبی آکروبات اشاره کرد. همچنین نسخهٔ حرفه‌ای این برنامه تحت عنوان Adobe Acrobat Pro DC در بازار موجود است و با آن می‌توان پی‌دی‌اف‌ها را به صورت حرفه‌ای ویرایش کرد.
معمولاً از نسخه های پی‌دی‌اف برای انتقال فایل بدون آن‌که تغییری در سند ایجاد شود استفاده می‌شود.
و چنان‌چه از نرم‌افزارهای مخصوص خوانش فایل‌های پی‌دی‌اف استفاده نمایید (خواه در گوشی موبایل، کامپیوتر، تبلت و ...) تجربه بهتری را هم درک خواهید نمود.

## PDFX
برای ورژن‌های مختلف از نرم‌افزار مورد استفاده قرار می‌گیرد. فرمت PDFX فرمت مطلوب چاپ‌خانه‌ها است، چراکه ضمن کاهش حجم بالای فایل طراحی در کیفیت آن تاثیری نگذاشته و امکان چاپ با کیفیت بالا را فراهم می‌کند.

## توجه
1. ↑  قبل از ادوبی آکروبات و قالب سند قابل حمل، پسوند .pdf توسط یک متن‌پرداز به نام WordStar استفاده می‌شد، و از این پسوند برای فایل‌های تعریف پرینتر استفاده می‌کرد.